# Campionato mondiale di football americano Under-19 2020
Il campionato mondiale di football americano Under-19 2020 (in lingua inglese 2020 IFAF Junior World Cup), noto anche come Stati Uniti 2020 in quanto da disputarsi in tale Stato, avrebbe dovuto essere la sesta edizione del campionato mondiale di football americano per squadre nazionali Under-19 maschili organizzato dalla IFAF, ma è stato annullato a causa della pandemia di COVID-19. Avrebbe dovuto essere disputato al Tom Benson Hall of Fame Stadium di Canton.
Dall'edizione successiva il torneo sarà disputato da nazionali Under-20.

## Stadi
Distribuzione degli stadi del campionato mondiale di football americano Under-19 2020
| Canton                          |
| ------------------------------- |
| Tom Benson Hall of Fame Stadium |
| 40°49′11″N 81°23′53″W           |
| Capacità: 22 375                |
| Altitudine:                     |
|                                 |

## Squadre partecipanti
| Pr. | Squadra        | Data di qualificazione | Qualificata in quanto                                                            |
| --- | -------------- | ---------------------- | -------------------------------------------------------------------------------- |
| 1   | Stati Uniti    |                        | Nazione organizzatrice                                                           |
| 2   | Canada         |                        | Campione uscente                                                                 |
| 8   | Messico        |                        | Invitata                                                                         |
| 3   | Giappone       |                        | Invitata                                                                         |
| 7   | Australia      |                        |                                                                                  |
| 4   | Austria        |                        | 1ª classificata all'Europeo 2017 (IFAF Paris)                                    |
| 5   | Svezia         |                        | 1ª classificata all'Europeo 2017 (IFAF New York)                                 |
| 6   | non conosciuta | 20 luglio 2008         | Una squadra di IFAF Americas da decidersi con uno spareggio tra Brasile e Panama |